# 11e cérémonie des Critics' Choice Television Awards
La 11e cérémonie des Critics' Choice Television Awards, décernés par la Broadcast Television Journalists Association, a lieu le 7 mars 2021, et récompense les programmes télévisuels diffusés en 2020.
Les nominations sont annoncées le 18 janvier 2021.

## Palmarès

### Séries dramatiques

#### Meilleure série dramatique
- The Crown (Netflix)
  - Better Call Saul (AMC)
  - The Good Fight (CBS All Access)
  - Lovecraft Country (HBO)
  - The Mandalorian (Disney +)
  - Ozark (Netflix)
  - Perry Mason (HBO)
  - This Is Us (NBC)

#### Meilleur acteur dans une série dramatique
- Josh O'Connor pour le rôle de Charles de Galles dans The Crown
  - Jason Bateman pour le rôle de Martin "Marty Byrde dans Ozark
  - Sterling K. Brown pour le rôle de Randall Pearson dans This Is Us
  - Jonathan Majors pour le rôle de Atticus "Tic" Freeman dans Lovecraft Country
  - Bob Odenkirk pour le rôle de Saul Goodman dans Better Call Saul
  - Matthew Rhys pour le rôle de Perry Mason dans Perry Mason

#### Meilleure actrice dans une série dramatique
- Emma Corrin pour le rôle de Diana Spencer dans The Crown
  - Christine Baranski pour le rôle de Diane Lockhart dans The Good Fight
  - Olivia Colman pour le rôle d'Élisabeth II dans The Crown
  - Claire Danes pour le rôle de Carrie Mathison dans Homeland
  - Laura Linney pour le rôle de Wendy Byrde dans Ozark
  - Jurnee Smollett-Bell pour le rôle de Letitia "Leti" Lewis dans Lovecraft Country

#### Meilleur acteur dans un second rôle dans une série dramatique
- Michael K. Williams pour le rôle de Montrose Freeman dans Lovecraft Country
  - Jonathan Banks pour le rôle de Mike Ehrmantraut dans Better Call Saul
  - Justin Hartley pour le rôle de Kevin Pearson dans This Is Us
  - John Lithgow pour le rôle de Elias Birchard "E.B." Jonathan dans Perry Mason
  - Tobias Menzies pour le rôle de Philip Mountbatten dans The Crown
  - Tom Pelphrey pour le rôle de Ben Davis dans Ozark

#### Meilleure actrice dans un second rôle dans une série dramatique
- Gillian Anderson pour le rôle de Margaret Thatcher dans The Crown
  - Cynthia Erivo pour le rôle de Holly Gibney dans The Outsider
  - Julia Garner pour le rôle de Ruth Langmore dans Ozark
  - Janet McTeer pour le rôle d'Helen Pierce dans Ozark
  - Wunmi Mosaku pour le rôle de Ruby Baptiste dans Lovecraft Country
  - Rhea Seehorn pour le rôle de Kim Wexler dans Better Call Saul

### Séries comiques

#### Meilleure série comique
- Ted Lasso (Apple TV+)
  - Better Things (FX)
  - The Flight Attendant (HBO Max)
  - Mom (CBS)
  - PEN15 (Hulu)
  - Ramy (Hulu)
  - Bienvenue à Schitt's Creek (Pop)
  - What We Do in the Shadows (FX)

#### Meilleur acteur dans une série comique
- Jason Sudeikis pour le rôle de Ted Lasso dans Ted Lasso
  - Hank Azaria pour le rôle de Jim Brockmire dans Brockmire
  - Matt Berry pour le rôle de Laszlo Cravensworth dans What We Do in the Shadows
  - Nicholas Hoult pour le rôle de Pierre III dans The Great
  - Eugene Levy pour le rôle de Johnny Rose dans Bienvenue à Schitt's Creek (Schitt's Creek)
  - Ramy Youssef pour le rôle de Ramy Hassan dans Ramy

#### Meilleure actrice dans une série comique
- Catherine O'Hara pour le rôle de Moira Rose dans Bienvenue à Schitt's Creek (Schitt's Creek)
  - Pamela Adlon pour le rôle de Sam Fox dans Better Things
  - Christina Applegate pour le rôle de Jen Harding dans Dead to Me
  - Kaley Cuoco pour le rôle de Cassie Bowden dans The Flight Attendant
  - Natasia Demetriou pour le rôle de Nadja dans What We Do in the Shadows
  - Issa Rae pour le rôle d'Issa Dee dans Insecure

#### Meilleur acteur dans un second rôle dans une série comique
- Daniel Levy pour le rôle de David Rose dans Bienvenue à Schitt's Creek (Schitt's Creek)
  - William Fichtner pour le rôle de Adam Janikowski dans Mom
  - Harvey Guillén pour le rôle de Guillermo De la Cruz dans What We Do in the Shadows
  - Alex Newell pour le rôle de Mo dans Zoey et son incroyable playlist (Zoey's Extraordinary Playlist)
  - Mark Proksch pour le rôle de Colin Robinson dans What We Do in the Shadows
  - Andrew Rannells pour le rôle de Blair Pfaff dans Black Monday

#### Meilleure actrice dans un second rôle dans une série comique
- Hannah Waddingham pour le rôle de Rebecca Welton dans Ted Lasso
  - Lecy Goranson pour le rôle de Becky Conner dans The Conners
  - Rita Moreno pour le rôle de Lydia Riera dans Au fil des jours (One Day at a Time)
  - Annie Murphy pour le rôle d'Alexis Rose dans Bienvenue à Schitt's Creek (Schitt's Creek)
  - Ashley Park pour le rôle de Mindy Chen dans Emily in Paris
  - Jaime Pressly pour le rôle de Jill Kendall dans Mom

### Mini-séries et téléfilms

#### Meilleur téléfilm
- Hamilton (Disney +)
- Bad Education (HBO)
- Between the World and Me (HBO)
- The Clark Sisters: First Ladies of Gospel (Lifetime)
- Sylvie's Love (Amazon)
- What the Constitution Means to Me (Amazon)

#### Meilleure série limitée
- Le Jeu de la dame (The Queen's Gambit) (Netflix)
  - I May Destroy You (HBO)
  - Mrs. America (FX)
  - Normal People (Hulu)
  - The Plot Against America (HBO)
  - Small Axe (Amazon)
  - The Undoing (HBO)
  - Unorthodox (Netflix)

#### Meilleur acteur dans une mini-série ou un téléfilm
- John Boyega pour le rôle de Leroy Logan dans Small Axe
  - Hugh Grant pour le rôle de Jonathan Fraser dans The Undoing
  - Paul Mescal pour le rôle de Connell Waldron dans Normal People
  - Chris Rock pour le rôle de Loy Cannon dans Fargo
  - Mark Ruffalo pour les rôles de Dominick et Thomas Birdsey dans I Know This Much Is True
  - Morgan Spector pour le rôle d'Herman Levin dans The Plot Against America

#### Meilleure actrice dans une mini-série ou un téléfilm
- Anya Taylor-Joy pour le rôle de Beth Harmon dans Le Jeu de la dame (The Queen's Gambit)
  - Cate Blanchett pour le rôle de Phyllis Schlafly dans Mrs. America
  - Michaela Coel pour le rôle d'Arabella Essiedu dans I May Destroy You
  - Daisy Edgar-Jones pour le rôle de Marianna Sheridan dans Normal People
  - Shira Haas pour le rôle d'Esther "Esty" Shapiro dans Unorthodox
  - Tessa Thompson pour le rôle de Sylvie Parker dans Sylvie's Love

#### Meilleur acteur dans un second rôle dans une mini-série ou un téléfilm
- Donald Sutherland pour le rôle de Franklin Reinhardt dans The Undoing
  - Daveed Diggs pour le rôle de Frederick Douglass dans The Good Lord Bird
  - Joshua Caleb Johnson pour le rôle d'Henri "Onion" Shackleford dans The Good Lord Bird
  - Dylan McDermott pour le rôle de Ernest "Ernie" West dans Hollywood
  - Glynn Turman pour le rôle de Doctor Senator dans Fargo
  - John Turturro pour le rôle du rabbin Lionel Bengelsdorf dans The Plot Against America

#### Meilleure actrice dans un second rôle dans une mini-série ou un téléfilm
- Uzo Aduba pour le rôle de Shirley Chisholm dans Mrs. America
  - Betsy Brandt pour le rôle de Caitlin Jones dans Soulmates
  - Marielle Heller pour le rôle d'Alma Wheatley dans Le Jeu de la dame (The Queen's Gambit)
  - Winona Ryder pour le rôle d'Evelyn Finkel dans The Plot Against America
  - Tracey Ullman pour le rôle de Betty Friedan dans Mrs. America

## Statistiques

### Nominations multiples
- 6 : The Crown, Ozark
- 5 : Lovecraft Country, Mrs. America, Bienvenue à Schitt's Creek, What We Do in the Shadows
- 4 : Better Call Saul, The Plot Against America
- 3 : Mom, Perry Mason, Normal People, Le Jeu de la dame, Ted Lasso, This Is Us, The Undoing
- 2 : Better Things, Fargo, The Flight Attendant, The Good Fight, The Good Lord Bird, I May Destroy You, Ramy, Small Axe, Sylvie's Love, Unorthodox